# Brama japonica
Brama japonica is een straalvinnige vissensoort uit de familie van zilvervissen (Bramidae). De wetenschappelijke naam van de soort is voor het eerst geldig gepubliceerd in 1878 door Hilgendorf.